# National Museum of African Art

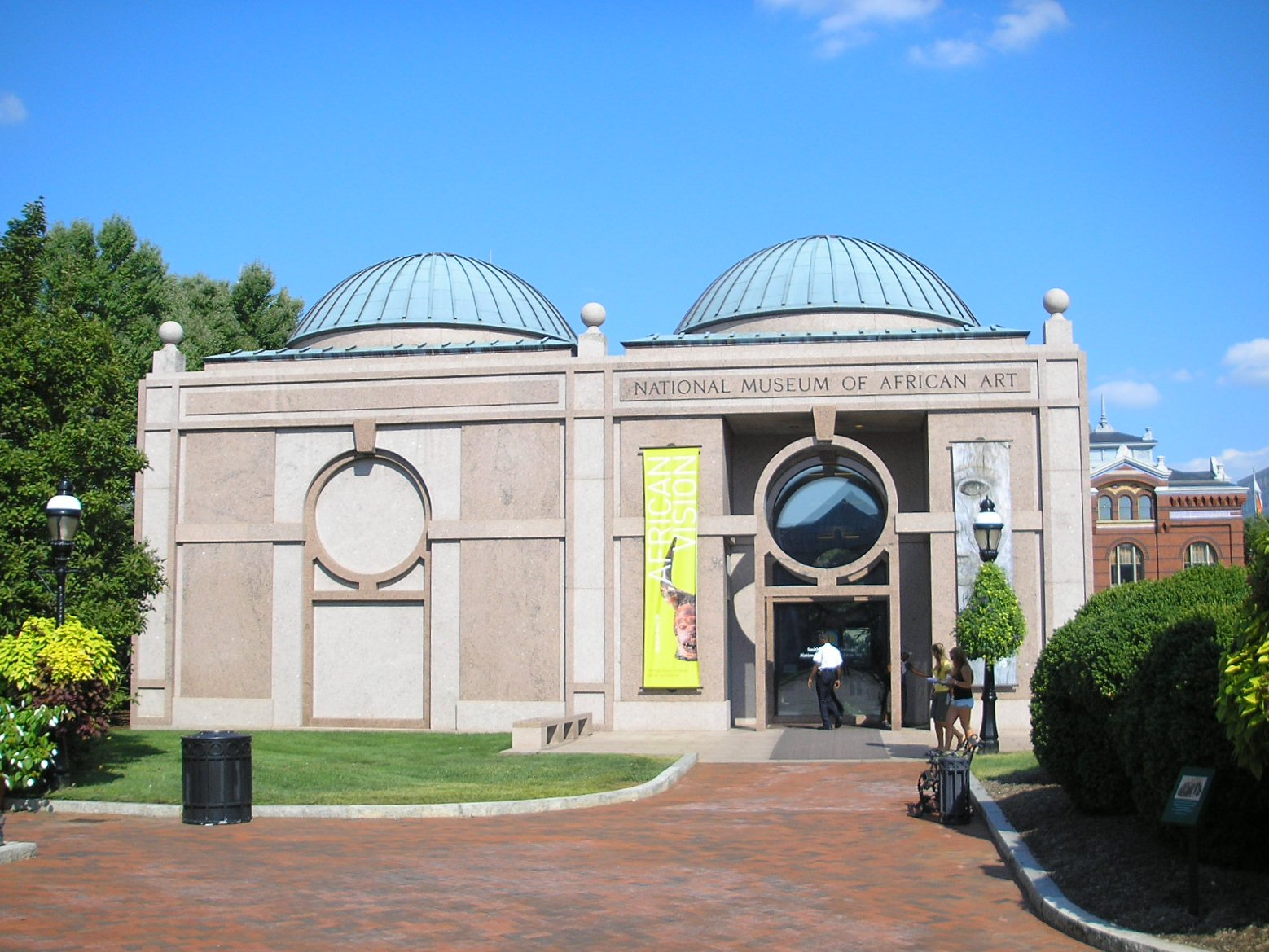
National Museum of African Art

Das National Museum of African Art ist ein Museum der Smithsonian Institution in Washington, D.C. Es befindet sich an der National Mall und hat sich auf die afrikanische Kunst und Kultur spezialisiert. Es wurde im Jahr 1964 als privates Museum gegründet und wurde im August 1979 offiziell zum Teil der Smithsonian Institution.
Der Haupteingang liegt zwischen dem Garten des Smithsonian Castle und der Independence Avenue. Wie die Freer Gallery of Art und die Arthur M. Sackler Gallery ist das National Museum of African Art ein unterirdisches Museum. Das Museum wird oft mit dem Museum for African Art in New York City verwechselt.

## Geschichte
Die Wurzeln des Museums entstammen einem Gelegenheitskauf in den frühen 1960er-Jahren. Für 15 $ erwarb Warren M. Robbins in Hamburg eine Yoruba-Schnitzerei. Ein Jahr später erwarb Robbins weitere 32 Stücke afrikanischer Kunst. Bei seiner Rückkehr in die USA brachte er seine Sammlung mit und stellte sie in seiner Wohnung in Washington, D.C. aus. Nach einem Zeitungsbericht über seine Sammlung erschienen erste Besucher an seiner Tür und wurden zur Besichtigung der Sammlung hereingebeten.
Im Jahr 1963 erwarb Robbins eine Haushälfte (316-18 A Street Northeast). Das Haus war von 1871 bis 1877 die Residenz des Abolitisten Frederick Douglass. Das Museum war, als es 1964 eröffnet wurde, das erste Museum in den Vereinigten Staaten, das sich ausschließlich mit afrikanischer Kunst beschäftigte. Das Frederick Douglass Institute of Negro Arts and History wurde 1966 gegründet. In den folgenden Jahren brachte Robbins Geld für den Kauf der anderen Hälfte des Douglass-Hauses auf und nannte es Museum of African Art. Als seine Sammlung anwuchs, kaufte er benachbarte Wohnhäuser, bis sein Museum aus 9 Stadthäusern, 16 Garagen und 2 Remisen bestand.
Im Jahr 1979 stimmte der Congress der Übernahme der Leistung der Sammlung durch die Smithsonian Institution zu. Robbins war der erste Museumsdirektor. Diesen Posten übte er bis 1983 aus, dann wurde er zum Founding Director Emeritus und Smithsonian Senior Scholar ernannt und als Direktor durch Sylvia Williams ersetzt. Das Museum wurde 1987 von seinem Standort am Capitol Hill zur National Mall verlegt und in National Museum of African Art umbenannt.